# Vreren
Vreren (Frans: Frères) is een dorp in de Belgische provincie Limburg en een deelgemeente van Tongeren-Borgloon, het was een zelfstandige gemeente tot aan de gemeentelijke herindeling van 1977.
Vreren ligt in het zuiden van de gemeente Tongeren nabij de gemeentegrens met het Waalse Juprelle. In het westen grenst de deelgemeente aan Diets-Heur en Rutten. In het noorden vormt de Ezelsbeek de grens met de Tongerse stadskern. Deze beek mondt even ten noordoosten van Vreren, in het naburige Nerem, uit in de Jeker.
De dorpskom concentreert zich rond de Sint-Medarduskerk in de vallei van de Buthbeek. Door lintbebouwing langs deze kleine waterloop sluit de bebouwing van Vreren aan op zowel de dorpskom van Diets-Heur als die van Nerem. Buiten de bebouwde kom loopt de hoogte op en leiden kleine veldwegen naar het Haspengouws Plateau.

## Etymologie

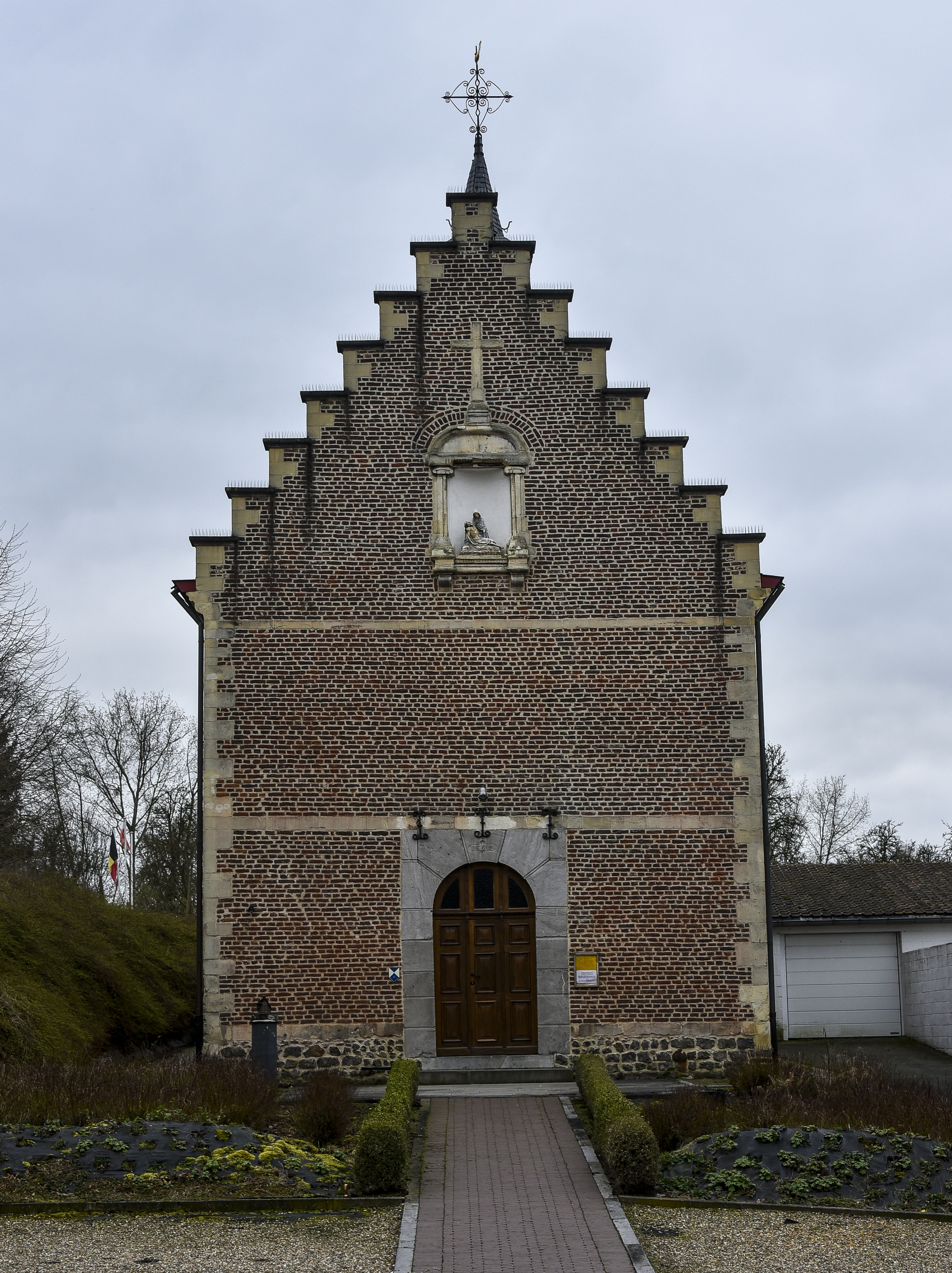
Kapel van Onze-Lieve-Vrouw van Zeven Weeën

In 1005 werd al melding gemaakt van de plaats Vreren. Volgens taalkundige Albert Carnoy is de naam van het dorp afgeleid van het Latijnse ferrariae dat 'smidse' of 'bij de smeden' betekent. De naam zou zo een verwijzing zijn naar de smeden die in de omgeving actief waren. Een andere verklaring wordt gezocht bij het Germaanse frithuwarjum. Dit zou dan duiden op bewoning binnen een omheining, maar archeologen noch taalkundigen hebben hiervoor afdoende bewijs gevonden.

## Geschiedenis
De oudste sporen van bewoning in Vreren gaan terug tot de jonge steentijd. In de Romeinse tijd liepen de tracés van de heirbaan Tongeren-Aken en Rutten-Herderen in de buurt van het dorp. Op het grondgebied van Vreren zijn onder andere resten gevonden van een centuratio, een Romeinse villa en een tumulus. Een bijzondere vondst is een Romeins bronzen beeldje dat aanvankelijk voor de godheid Priapus werd gehouden, maar dat een pygmee bleek voor te stellen (afgebeeld met prominent geslacht, maar zonder de begeleidende kraanvogel). Het beeldje, dat vermoedelijk als inkt- of parfumhouder fungeerde, werd in 1819 bij werkzaamheden aan de Luikersteenweg aangetroffen door werknemers van aannemer P.J. Sampermans. Het bevindt zich sinds 1823 in de collectie van het Rijksmuseum van Oudheden te Leiden (Vreren was in die tijd een Nederlands dorp).
Reeds aan het begin van de 9e eeuw vormde Vreren een eigen parochie. De Sint-Medardusparochie was erg uitgestrekt en omvatte naast Vreren ook Diets-Heur, Nerem, Nudorp en Paifve. Het tiendrecht van de dorpen was in het bezit van het Luikse Heilig Kruiskapittel. De schenking van deze parochie aan het kapittel door keizer Hendrik II van Duitsland werd vermeld in een oorkonde die dateert van 5 april 1005.
In 1174 gaf keizer Frederik I Barbarossa Vreren in leen aan het Prinsbisdom Luik. Diens opvolger, keizer Hendrik VI, schonk het dorp vervolgens in volle eigendom aan het prinsbisdom in 1196. Enkele jaren later werden de dorpen Nerem en Paifve aan de Hertogen van Brabant geschonken. Hoewel de Sint-Medardusparochie staatkundig verdeeld was, bleven de dorpen een kerkelijk geheel vormen. In de daaropvolgende eeuwen zouden de Hertogen van Brabant tevergeefs proberen de volledige voogdij over dit gebied te verwerven.
Na een periode van relatieve rust brak in de tweede helft van 17e eeuw opnieuw onrust uit. Tijdens onder meer de Hollandse Oorlog en de Oostenrijkse Successieoorlog had de streek te lijden onder belegeringen en plunderingen door rondtrekkende legers.
Aan het einde van de 18e eeuw was Vreren niet langer verbonden aan het prinsbisdom Luik. Het dorp werd een onderdeel van de kantonnale municipaliteit Tongeren in het departement Nedermaas. Na de opheffing van deze municipaliteit in 1800 werd Vreren een onafhankelijke gemeente. Bij de gemeentelijke fusie van 1971 werd het naburige Diets-Heur bij Vreren gevoegd. In 1977 hield de gemeente op te bestaan en werden Diets-Heur en Vreren een onderdeel van de gemeente Tongeren.

## Demografische ontwikkeling
- Bronnen:NIS, Opm:1831 tot en met 1970=volkstellingen; 1976 = inwoneraantal op 31 december
- 1970*: vanaf 1970 inclusief Diets-Heur, aangehezcht op 1 januari 1971

## Bezienswaardigheden
- Hoeve Beaurepart, een gesloten hoeve uit de 18e eeuw die toebehoorde aan de Abdij van Beaurepart
- De Kapel van Onze-Lieve-Vrouw van Zeven Weeën, een barokke kapel uit 1669
- De Kruiswinning, een gesloten hoeve uit de 17e eeuw die toebehoorde aan het Heilig Kruiskapittel
- De Sint-Medarduskerk, de parochiekerk uit 1779

## Natuur en landschap
Vreren ligt in Droog-Haspengouw. De hoogte varieert tussen 91 en 145 meter. De kern van het dorp ligt in de vallei van de Buthbeek op een hoogte van ongeveer 100 meter. 
Net buiten de bebouwde kom, op de hellingen die leiden naar het Haspengouws Plateau, komen op beperkte schaal boomgaarden en graslanden voor. Op het plateau is het landschap erg open en leent de lemige bodem zich voor akkerbouw.
Ten noordwesten van Vreren, nabij het bedrijventerrein Overhaem, vormt de Ezelsbeek de grens met de Tongerse stadskern. Tussen de Ezelsbeek en de vallei van de Buthbeek liggen twee kleine heuvelruggen. De hoogte loopt er op tot 110 meter.
Ten zuidoosten van de dorpskom wordt het zacht glooiende landschap gekenmerkt door open akkers en neemt de hoogte toe tot 145 meter. Het hoogste punt van de deelgemeente, en van de gemeente Tongeren, bevindt zich nabij de grens met Juprelle in de buurt van de N20.

## Nabijgelegen kernen
Diets-Heur, Hamal, Nerem, Nudorp, Paifve, Tongeren